# Соболєв Михайло Петрович
Михайло Петрович Соболєв (20 вересня (2 жовтня) 1897, село Кончаково Зарайського повіту Рязанської губернії, тепер Луховицького району Московської області, Російська Федерація — 1973, місто Москва, тепер Російська Федерація) — радянський діяч, голова виконавчого комітету Челябінської обласної ради депутатів трудящих. Депутат Верховної Ради РРФСР 1—2-го скликань. Депутат Верховної Ради СРСР 1-го скликання (1941—1946).

## Біографія
Народився в родині робітника-каменяра. Закінчив сільську школу в селі Кончаково Зарайського повіту.
У вересні 1911 — червні 1916 року — «хлопчик»-буфетник трактиру Камкова в Москві. У червні 1916 — липні 1917 року — шорний закрійник Московського шкіряного заводу «Постачальник». У липні 1917 — червні 1918 року — укладач чаю Московської чайнорозважувальної фабрики.
У червні 1918 — вересні 1919 року — червоноармієць 1-го артилерійського дивізіону 52-ї стрілецької дивізії РСЧА на Південному і Західному фронтах. У вересні 1919 — липні 1920 року — курсант піхотних командних курсів у Смоленську.
Член РКП(б) з жовтня 1919 року.
У липні 1920 — лютому 1921 року — командир взводу, командир роти 15-го запасного полку РСЧА в Можайську. У лютому 1921 — жовтні 1923 року — слухач Вищої військово-хімічної школи, командир взводу 320-го стрілецького полку РСЧА в Москві.
У жовтні 1923 — серпні 1926 року — артилерійський наглядач, військовий комісар артилерійського складу хімічних речовин на станції Кунцево Московсько-Білорусько-Балтійської залізниці.
У серпні 1926 — лютому 1931 року — старший інспектор з фінансування Народного комісаріату фінансів СРСР у Москві; голова Центральної економічної комісії Народного комісаріату фінансів СРСР.
У 1927—1930 роках навчався заочно в Московському промислово-економічному практичному інституті. З лютого 1931 по грудень 1937 року — студент Московського хіміко-технологічного інституту імені Менделєєва, інженер-технолог.
У грудні 1937 — грудні 1938 року — в.о. 2-го секретаря, 2-й секретар Челябінського обласного комітету ВКП(б).
У грудні 1938 — січні 1940 року — в.о. голови виконавчого комітету Челябінської обласної ради. У січні 1940 — листопаді 1941 року — голова виконавчого комітету Челябінської обласної ради депутатів трудящих.
Одночасно з листопада 1941 року — директор Копейського заводу № 114 Народного комісаріату боєприпасів СРСР у місті Копейську Челябінської області, з 27 листопада 1941 року — секретар партійного комітету Народного комісаріату боєприпасів СРСР (у евакуації) в місті Челябінську.
У листопаді 1942 — квітні 1943 року — начальник відділу з господарського облаштування евакуйованого населення при РНК РРФСР у Москві.
У квітні 1943 — березні 1947 року — начальник інспекторського відділу Надзвичайної державної комісії в Москві.
У квітні 1947 — грудні 1948 року — заступник голови виконавчого комітету Ульяновської обласної ради депутатів трудящих.
У грудні 1948 — лютому 1949 року — слухач курсів перепідготовки керівних радянських працівників Вищої партійної школи при ЦК ВКП(б).
У лютому 1949 — квітні 1952 року — заступник проректора із спецпитань Московського державного університету імені Ломоносова. З квітні 1952 по лютий 1953 року не працював, хворів.
У лютому 1953 — грудні 1957 року — директор Всесоюзного заочного технікуму харчової промисловості в Москві.
З грудня 1957 року — персональний пенсіонер союзного значення в Москві. З жовтня 1966 по жовтень 1970 року — секретар партійного бюро ЖЕК № 11 (ЖЕК № 18) Ленінського району міста Москви. Партійні документи погашені Московським міським комітетом КПРС у червні 1973 року як на померлого.